# 孫應魁
孫應魁（1516年—1585年），字元之，又字元甫，號泰宇，直隸松江府上海縣孫家灣人，民籍，明朝政治人物。

## 生平
嘉靖二十二年（1543年）癸卯科應天府鄉試第九十八名舉人。嘉靖二十九年（1550年）中式庚戌科會試第一百二十九名，三甲第二百零四名進士。授江西新淦县知县，在任二月，丁父憂歸。服闋，復除滑县。擢升刑部山東司主事，以考察去職。卒年七十。

## 家族
曾祖孫寅，號節軒，七品散官、濱州學正；祖父孫鶚，號黄溪，弘治戊午舉人，官刑部司務；父孫繼科，號如山，監生。母劉氏。具慶下。弟孫應解。嗣子孫伯胤。女婿潘雲驥、张士行。孫孫士章、孫士奇。